# مؤسسة التدريب المهني (الأردن)
مؤسسة التدريب المهني مؤسسة أردنية تاسست عام 1976 تقوم بتقديم خدماتها لكافة المواطنين بغض النظر عن مستواهم التعليمي من مبدا التعليم المستمر مدى الحياة سواء في برامج الاعداد المهني بكافة مستوياتها المهنية أو برامج رفع الكفاءة لرفع كفاءة العمل الممارس في سوق العمل ، كما تقوم المؤسسة بتقديم خدمات التدريب والاستشارات في مجال السلامة والصحة المهنية للحد من الحوادث في مواقع وتدريب المدربين والمشرفين في النواحي المسلكية والادارية وتطوير عمل المؤسسات الصغيرة والمتوسطة وتنظيم سوق العمل الأردني
وتوسعت مؤسسة التدريب المهني بالسنوات الأخيرة لتنتشر في كافة محافظات المملكة لخدمة التجمعات السكنية والتجمعات الصناعية ومؤسسات المجتمع المدني، حيث بلغ عدد معاهدها ومراكزها 46
هي مؤسسة حكومية يترأس مجلس ادارتها وزير العمل أنشئت مؤسسة التدريب المهني بموجب القانون المؤقت رقم (35) لسنة 1976 وتعمل حاليا بموجب القانون رقم (11) لسنة 1985 قانون مؤسسة التدريب المهني والقانون المعدل رقم (50) لسنة 2001 والقانون رقم 27 لسنة 1999 قانون تنظيم العمل المهني وتقوم المؤسسة... 
هي مؤسسة حكومية يترأس مجلس ادارتها وزير العمل أنشئت مؤسسة التدريب المهني بموجب القانون المؤقت رقم (35) لسنة 1976 وتعمل حاليا بموجب القانون رقم (11) لسنة 1985 قانون مؤسسة التدريب المهني والقانون المعدل رقم (50) لسنة 2001 والقانون رقم 27 لسنة 1999 قانون تنظيم العمل المهني وتقوم المؤسسة... 
اعداد/احمد خفاجي

## المهام
- إتاحة فرص التدريب المهني لإعداد القوى العاملة الفنية ورفع كفاءتها في مختلف تخصصات ومستويات التدريب المهني غير الأكاديمي والعمل على تنويع التدريب المهني.
- تطوير المؤسسات الصغيرة والمتوسطة و تقديم خدمات الإرشاد المساندة.
- تنظيم ممارسة العمل المهني من خلال تصنيف محلات العمل والعاملين فيها.

## البرامج التدريبية
- برامج رفع الكفاءة.
- برامج التدريب المستمر وخدمة المجتمع المحلي
- برامج تدريبية في مجال السلامة والصحة المهنية.
- برامج تدريب المدربين.
- برامج تدريب المشرفين.
- برامج تدريب السواقين.
- الدبلوم التقني والدبلوم الفني.
- التكييف والتبريد.
- التمديدات الصحية.
- الصناعات الغذائية.
- الكهرباء العامة.
- كهرباء السيارات.
- الصناعات النسيجية والجلدية.
- الالكترونيات.
- البيع والخدمات التجارية.
- البيع والخدمات التجارية.
- التجميل.
- الحرف التقليدية.
- السياحة والفندقة.
- ميكانيك المركبات.
- المعلومات والحاسوب.
- مهن المطابع.

## انظر ايضا
- صندوق التنمية والتشغيل (الأردن)

## روابط خارجية
- الموقع الرسمي